# Петрозаводский педагогический колледж
ГАПОУ РК Петрозаводский педагогический колледж — государственное автономное профессиональное образовательное учреждение, старейшее учреждение педагогического образования Карелии. Расположен в Петрозаводске.

## История
По инициативе Олонецкого губернского земства в Петрозаводске в 1897 году открылись двухгодичные учительские курсы.
21 сентября 1903 года на базе учительских курсов открылась Мужская учительская семинария, первое в Олонецкой губернии образовательное учреждение Министерства народного просвещения для подготовки учителей начальных классов. К поступлению допускались лица мужского пола в возрасте 15-20 лет, которые окончили сельские двухгодичные школы или городские училища. Срок обучения составлял три года, семинария выпускала в год 25-30 учителей. При семинарии была организована двухлетняя образцовая школа, в которой семинаристы проходили педагогическую практику.
С 1918 года, после объединения с Женской учительской семинарией, открытой в 1915 году на базе действовавших с 1905 года двухгодичных женских учительских курсов, — Советская учительская семинария. В 1920 году преобразована в двухгодичные курсы «Красный учитель», с 1921 года — Русский педагогический техникум. В 1923 году был объединён с Финским педагогическим техникумом.
В 1936 году были образованы Карельский школьный техникум и Карельский дошкольный техникум.
В годы Советско-финской войны (1941—1944) техникумы работали в эвакуации в Пудоже. В 1942 году Карельский школьный техникум получил наименование — Петрозаводское педагогическое училище № 1, Карельский дошкольный техникум получил наименование — Петрозаводское педагогическое училище № 2.
В 1999 году Петрозаводскому педагогическому училищу № 1 был присвоен статус — Петрозаводский педагогический колледж № 1, Петрозаводскому педагогическому училищу № 2 присвоен статус — Петрозаводский социально-педагогический колледж.
В 2005 году колледжи были объединены в Петрозаводский педагогический колледж.
В разные годы колледжем руководили М. Н. Правдин, М. Г. Тяхти, А. М. Петровский, И. Ю. Пальцев, Н. М. Фешов, З. М. Хомутова.

## Образование
Подготовка специалистов в колледже ведётся по образовательным программам «Дополнительное образование», «Изобразительное искусство и черчение», «Дошкольное образование», «Физическая культура» и «Социальная работа».

## Интересные факты
Распоряжением Правительства Республики Карелия от 29 сентября 2014 года № 605р-II здание колледжа, расположенное по адресу: Петрозаводск, Студенческий пер., д. 14 включено в единый государственный реестр объектов культурного наследия народов Российской Федерации с наименованием «Здание учительской семинарии, 1905—1907 годов».